# Shorea flemmichii
Shorea flemmichii är en tvåhjärtbladig växtart som beskrevs av Symington. Shorea flemmichii ingår i släktet Shorea och familjen Dipterocarpaceae. Inga underarter finns listade i Catalogue of Life.